# 藤戸
藤戸（ふじと）は、かつて吉備国、あるいは備前国および備中国にわたって存在した海域である。広義では、その海浜や港のことも指す。藤門・藤ノ戸・藤ノ門・藤戸の海・藤門の海・藤戸の鳴門・藤門の鳴門などとも称された。現代では藤戸海峡と称されることもある。他に藤戸浦（ふじとうら）とも呼ばれるが、これは現在の倉敷市藤戸町藤戸にあたる海浜集落（のちの藤戸村）を指すことが多い。
その海域は、河川の堆積作用や干拓にのために時代により広狭変遷し、江戸時代中期頃に新田干拓により消失し陸地化・河川化した。

## 概要
元々、岡山県南部一帯に広がる岡山平野は海であり、その中南にある児島半島は児島という島であった。本土と児島の間の海域は、吉備穴海（きびのあなうみ）と呼ばれていた。児島の中央北端にある半島部の北には天城島（あまきしま）などの小島があった。その半島部と小島の間は海峡になっており、この海峡をフジトと呼んだ。
名称の由来は、水流が急流であったため、海底が段々と運ばれた土砂により浅くなっていたため、潮汐の干満に応じて海流が乱流となり、遠くから望むとその様子が藤の花が風に斜なるが如くであったため、藤の門（ふじのと）と呼ばれるようになり、後に藤門・藤戸へと変化したといわれる。ト（戸・門）は、海峡を意味する。
『東備郡村志』には「上昔、備前の内海埋らず広かりしときは、これを吉備の穴海と云て、此藤戸の辺は迫戸にて、西備中の海に連れり。・・・其穴門穴済など云へるは是上古藤戸の地也。然るに中古に至て藤戸と名けたるは、相伝ふ、元来此海迫戸なれば水甚だ急流なるに、源平戦の頃に至て、海底梢埋り浅かりければ、潮汐の張落に応じ波又自ら乱流し、これを望むに藤花の風に斜なるが如くみゆ。依て其名を得る所也」と出ている。
貝塚の場所から、元々藤戸の海はかなり深かったとされ、当時は現在の酒津あたりに河口があったとされる高梁川の堆積作用により、海底が次第に浅くなったと考えられている。藤戸は酒津の南東方向にあるが、酒津付近の河口より、徐々に南東へ干潟が広がっていき、それに導かれるように土砂が運ばれてきたと推測される。
高梁川は酒津で南東の方向に向かって流れてくるが、ここで急に直角に曲げられて中南の方向に向かって流れていく。しかし上古酒津のあたりまで海であったころは、そのまま南東に向かって海の中に注ぎ込んでいた。それが潮の干満に誘われて、真直に藤戸海峡に土砂を運んで来た。そして、酒津付近からだんだん陸化していったが、川の流れは方向を変えないで現在の倉敷市街地付近から藤戸海峡に注ぎ込んでいた。その水域は、おおむね現在の倉敷用水や倉敷川の周辺であると推測される。
また『源平盛衰記』長門本には「源氏は備前備中両國の堺。西阿智河尻藤戸の渡に押寄て陣を取。云々」と記している。また『吾妻鏡』（元暦元年一二月七日条）は「藤戸海路三丁余」、『平家物語』（巻一〇)では「二五町ばかり」、『源平盛衰記』（巻四一）には「海上四五町」とある。
この南東に向かって注いでいた高梁川が、いつ頃から真南に流れる東高梁川（現在は廃川）に移っていったかは、それは藤戸海峡一帯が、高梁川の押し流してくる土砂と、土地の自然の隆起とによって浅くなり、さらに戦国時代末期からの江戸時代にかけて徐々に行われていった干拓により、高梁川の流水を十分に児島湾に誘い込むことができなくなってからと推定される。洪水などの場合、氾濫した河水は藤戸海峡から児島湾へ殆ど勾配のない水路でははけ切れず、それよりも少し勾配のある旧河道（東高梁川）を見付けて、次第に本流がその方向を変えたものと考えられる。

## 歴史

### 古代・それ以前
少なくとも今から二千年も三千年も前には、貝塚を残した人達が住んでいた頃の海は相当深かった。現在の藤戸町付近では、現在の平地面より五メートルから十メートルにも及ぶ高いところに海岸線があったと考えられている。その頃内海の東西航路は、この藤戸海峡を通っていた。造船技術の未熟な当時では、舟は沖の荒波を避けて安全な沿岸航路を選んでいた。
藤戸海峡には、藤戸の泊（ふじとのとまり）や藤戸の渡（ふじとのわたし、ふじとのわたり）と呼ばれる船の停泊や対岸への渡し船を行う港があった。児島が本土から切離されていた頃は、瀬戸内海を往来する舟にとって藤戸の泊（児島の泊）は重要な港であった。また海を渡って児島から本土に入るにも便利な位置にあった。このように十字路に当るところとして、藤戸は交通上極めて重要な要衝であった。『撮要録』によれば、藤戸の渡（藤戸の泊）は粒江村（現在の倉敷市粒江）内にあったとされる。

### 中世
しかし、これが今からおよそ八百年前の藤戸合戦の頃になると、かなり浅くなっていた。元暦元年（1184年）12月7日、佐々木盛綱が浅瀬を騎馬で渡り、対岸の平氏軍に先陣をかけた。この時に盛綱に浅瀬を教えた浦の男の悲劇を扱った謡曲『藤戸』、および『平家物語』で藤戸の名は全国的に知られることになる。浅瀬は月の初めと終りでは変わり、その時は海面は約10町、浅い所は膝の高さであったという（平家物語より）。藤戸から西方の粒江にかけては、合戦に由縁の史跡が残る。
『源平盛衰記』には、二段（現在の二町）ばかり深い処があって、盛綱が馬を泳がせて渡ったことが記されている。それでも、このとき平家は軍船を南岸に浮かべて源氏に対抗したことを考えると、まだまだかなり航行できる程度の深さはあった。また、高倉上皇の『厳島御幸記』に、上皇が藤戸にお泊まりになったことがでているのをみても、それを知ることができる。
その後も土地の隆起と堆積とが絶えず進んで、海が浅くなっていった。それは足利尊氏が九州から東上の途次、直義の陸軍が福山城 (備中国)に拠っていた大井田氏経を攻めたとき、水軍を率いた尊氏は、その軍船を藤戸海峡に進めて福山城攻略の支援をすることができず、下津井に碇泊して、戦況を身守っていたことで知ることができる。この頃の軍船はかなり大きくなっていたが、そのような船は、もはや藤戸海峡を通過することが出来なくなっていた。

### 近世以降
それから約三百年を経て寛永頃になると、海はかなり埋もれて浅くなり、場所によっては沼沢地のような状況となり、葭（アシ）原になったりした。その間に残された澪が僅かに海峡の名残を留めることになっていた。そしてこの前後の時期から次第に干拓が行われていった。鞭木新田をはじめとする粒江一帯の新田、さらに有城付近の新田と、早く陸地化した西方から干拓が進み、やがて天城・藤戸の新田ができ上がっていく。古い土地が起点となって沖へ沖へと広がていったが、一気に仕上げられるものでなく永い年月を要した。
戦国時代末期に宇喜多秀家により酒津や福山南麓などの干拓を始めとして、次第に南方へ干拓は行われていき、江戸時代初期の元和年間には、現在の倉敷市笹沖・新田の北半分が干拓され、陸地は現在の足高山の辺りまで南下していた。そのため現在の吉岡川両岸の平野部にあたる東西に長い海峡が生まれ、藤戸海峡は東西に長く範囲を広げた。
延宝期（1680年前後）に粒江から藤戸にかけての鞭木外新田（沖新田）や、天城の川子岩新田・柳田新田・楳之浦新田などが完成。その後、宝永元年（1704年）の『天城陣屋絵図』（池田家文庫）では、藤戸海峡が潮川として描かれていることから、その間に行われた干拓により藤戸海峡が陸地化し、汐入川に変化したと推定される。なお、これにより当時まで島であった児島が、陸続きとなり現在の児島半島のはじまりとなった。なお、児島が陸続きになった時期は、干拓後の新開地に複数生まれた未整備の潮川を海（入江や小海峡など）と見なすかどうかにより見解が分かれる。早く見た場合でも江戸時代初期の1620年頃である。
そして現在のような土地に仕上げられたのは、今から二百年ほど前のことである。
なお『撮要録』によれば、中世にあった藤戸の渡の地は享保17年（1732年）に粒江村の田畑になっているとしている。遺構は現在のところ不明である。
現在の藤戸町藤戸は、元は児島郡藤戸村であり、江戸時代前期には藤戸浦とも呼ばれたが、「藤戸村」または「藤戸浦」としてその名が登場するのは江戸時代初頭の慶長9年（1604年）の藤戸寺文書「児島郡藤戸浦検地帳」である。それ以前は今も残る小字・部落単位で呼ばれ、多くは粒江村の枝村であったとされる。藤戸寺門前町周辺と干拓による新田地などをまとめた範囲で新に独立村となり、藤戸海峡や藤戸寺に因んで命名されたといわれる。当初は藤戸の海峡に面していたため、藤戸浦とも呼ばれたが、藤戸海峡の消失により海浜ではなくなったため、藤戸村と呼ばれるようになった。

## 海域の変遷
戦国時代以前
現在の藤戸町藤戸・藤戸町天城・粒江北部・粒浦・八軒屋・有城・新田などの各平地部分。
江戸時代初期
現在の吉岡川両岸から倉敷川中流両岸の平野部（倉敷市福井・吉岡・堀南・笹沖・新田・浦田・黒石・八軒屋・加須山・粒浦・粒江・有城・藤戸町天城・藤戸町天城の各平野部）
江戸時代中期以降
陸地化。現在の吉岡川、倉敷川中流が名残。陸地化してからしばらく汐入川であった。また運河としても機能した。

## 藤戸の渡
藤戸の渡（ふじとのわたし、ふじとのわたり）は、古代から中世のものと、近世のものとがあり、双方は別の場所である。

### 古代〜中世
古代〜中世の藤戸の渡は、別名を藤戸の泊（ふじとのとまり）や児島の泊（こじまのとまり）、児島の渡（こじまのわたし、こじまのわたり）ともいわれ、瀬戸内海を航行する船の停泊や対岸への渡し船を行う港があった。児島が本土から切離されていた頃は、瀬戸内海を往来する舟にとって藤戸の渡は重要な港であり、さらに海を渡って児島から本土に入るにも便利な位置にある交通の要衝であった。
『撮要録』によれば、藤戸の渡は粒江村（現在の倉敷市粒江）内にあったとされる。後の干拓による新田造成によりその機能を失い、享保17年（1732年）に粒江村の田畑になっているとしている。
現在のところ、その遺構は不明となっている。

### 近世
近世の藤戸の渡は、現在の藤戸町藤戸の藤戸寺周辺にあった。近世初頭あたりから、独立集落として現在の藤戸町藤戸にあたる集落が生まれ、当時は海浜集落で会ったことから藤戸浦（ふじとうら）と呼ばれた。後に藤戸の海が陸地化・河川化（現在の倉敷川）となったことから農村集落となり、藤戸村と呼ばれるようになった。
その中の藤戸寺周辺には金比羅往来が通過していたことから門前町が生まれた。そして金比羅往来の一部として倉敷川を渡す渡し船が藤戸寺門前から対岸の天城村までの間で運航された。この渡し船を藤戸の渡と呼んだ。
しかし、その後に天城との間の汐川に中洲を中継ぎとする形で長さ20間の橋が架けられたため、藤戸の渡は衰退した。
また、藤戸門前町は陸地化後、文政頃の興除新田（現 岡山市南区興除地域）が造成されるまでの間、倉敷陣屋町の外港の役目を果たした。興除新田完成後は、外港の役目は彦崎（現 岡山市南区）に移った。。

## 浮洲岩
藤戸海峡には浮洲岩（うきすいわ）といわれた岩があった。藤戸石（ふじといし）ともいわれ、潮の干満に関係なく波間にいつも岩頭を出していて浮島のようであった、あるいは浮巣のようであったから命名されたいわれる。現在の粒江の東寄り、藤戸町藤戸との境界付近にあたる。『東備郡村志』によれば、名石として珍重されて建武年間(1334～1338）に当時の将軍足利義満が取上げ、金閣寺へ移したとされる。その後は細川典厩家の庭に置かれていたのだが、細川藤賢の代となってから織田信長が錦に包み足利義昭の為に築城した二条城へ移し、後に豊臣秀吉が聚楽第へ、さらに江戸後期には山城醍醐寺三宝院の庭園に移った。現在も同所の庭園に残っている。
『寒川人道筆記』に「かくれなき藤戸石を。上京細川殿屋敷より室町畠山様御屋敷へ信長公（三宝殿）御引なさるゝ」とあり、また『京都往来』には「此庭藤戸石有」と記されている。
浮洲岩跡地には、鞭木新田干拓時に消失するのを防ぐため正保2年（1645）に熊沢藩山の書により石標を建てたとされる。なお石碑の台座はその時代よりも古いため、元々は、藤戸合戦で佐々木盛綱に殺害された住民の供養碑として存在していたともいわれる。
浮洲岩周辺は、その後もそのままの状態で保全され、小さな沢沼地となっていた。児島湾が淡水化する以前は、海に住む動植物が繁茂していた。現在はウキヤガラが自生している。